# Emmafilmemma
Emmafilmemma er en dansk ungdomsfilm fra 2014 med instruktion og manuskript af Kristian Sejrbo Lidegaard.

## Handling
Emmas hverdag i forstaden er grå og forudseelig, hun er en outsider blandt de andre unge i byen. Emma filmer med sin telefon, det giver hende et afbræk fra den kvælende kedsomhed og ligegyldighed omkring hende. Filmene er fulde af hendes bankende teenagehjertes ensomhed. Hun lægger filmene ud på nettet. Alle kan se dem. Den populære provinskonge Simon har fået øje på Emma og er vild med hende. Emma er den eneste pige, han ikke kan imponere, men Emma ser muligheden for at bruge ham som medsammensvoren i sine film. Hun bruger sin magt over ham og begynder at iscenesætte ham. De laver film, der ikke er så voksenvenlige - voksne har så mange regler og den slags. Men filmene får til gengæld mange views, det er jo sygt nok! De andre unge i byen følger med - endelig sker der noget andet, mere end der plejer. Emma får blod på tanden, og blod kommer der også i hendes film - man må skubbe grænserne længere ud, hvis man vil have det samme kick. Og det vil Emma.